# Ferruccio Amendola
Ferruccio Amendola (Turín, 22 de julio de 1930-Roma, 3 de septiembre de 2001) fue un actor y doblador italiano.

## Biografía
Amendola nació en Turín, hijo de los actores Federico Amendola y Amelia Ricci, y sobrino del director y guionista Mario Amendola. Se trasladó a Roma con su familia a una edad temprana y debutó en el cine a los trece años en Gian Burrasca, dirigida por Sergio Tofano. Continuó trabajando en cine, televisión y teatro en sus últimos años.
En 1945 debutó como actor de doblaje en el papel de Vito Annicchiarico en la película Roma, ciudad abierta. En 1968 empezó a dedicar la mayor parte de su tiempo a la actuación de voz en off y acabó siendo conocido como pionero del doblaje de voz en su país. Interpretó las voces en italiano de actores famosos como Al Pacino, Sylvester Stallone, Dustin Hoffman, Robert De Niro y Tomas Milian en la mayoría de sus películas. También dobló a Peter Falk y a Bill Cosby en la popular serie de televisión The Cosby Show.

## Plano personal
Tuvo dos hijos con la actriz de doblaje Rita Savagnone: Federico y Claudio, reconocido actor y productor cinematográfico. Amendola murió de cáncer de garganta en Roma el 3 de septiembre de 2001, a la edad de 71 años.

## Filmografía
- Gian Burrasca (1943)
- Eleven Men and a Ball (1948)
- Le signorine dello 04 (1955)
- La ragazza di Via Veneto (1955)
- 7 canzoni per 7 sorelle (1957)
- I dritti (1958)
- Napoli, sole mio! (1958)
- I prepotenti (1958)
- La zia d'america va a sciare (1958)
- La cento chilometri (1959)
- Prepotenti più di prima (1959)
- Fantasmi e ladri (1959)
- La grande guerra (1959)
- Simpatico mascalzone (1959)
- La banda del buco (1960)
- Il ladro di Damasco (1963)
- Maciste gladiatore di Sparta (1965)
- West and Soda (1965) – Voice
- Folli d'estate (1966)
- Honeymoon, Italian Style (1966)
- Cuore matto... matto da legare (1967)
- Marinai in coperta (1967)
- Riderà (1967)
- La vuole lui... lo vuole lei (1967)
- Vacanze sulla Costa Smeralda (1968)
- Donne, botte e bersaglieri (1968)
- Lacrime d'amore (1970)
- La Tosca (1973)
- Extra (1976)
- Tre tigri contro tre tigri (1977)
- Chissà perché... capitano tutte a me (1980)
- Storia d'amore e d'amicizia (1982)
- Quei trentasei gradini (1984–1985)
- Little Roma (1987)
- Pronto soccorso (1990)
- Pronto soccorso 2 (1992)